# Tibet Airlines
Tibet Airlines è una compagnia aerea con sede a Lhasa, che effettua tratte nazionali interne dal suo hub presso l'aeroporto di Lhasa-Gonggar.

## Storia
Tibet Airlines è stata approvata dalla Civil Aviation Administration of China nel marzo 2010. Ha ordinato tre Airbus A319, ricevendo il suo primo aereo il 2 luglio 2011.
La compagnia aerea ha operato il suo volo inaugurale dall'aeroporto di Lhasa-Gonggar all'aeroporto di Ngari-Gunsa il 26 luglio 2011 e ha iniziato i voli per Pechino e Shanghai più tardi quell'anno. La compagnia aerea ha anche annunciato l'intenzione di iniziare voli diretti verso l'Europa entro il 2016. Nel febbraio 2011, il Times of India ha riferito che la compagnia aerea era interessata ad avviare operazioni in India e in altri paesi nel sud e nel sud-est asiatico.
Il primo volo internazionale di Tibet Airlines è stato lanciato il 1º luglio 2016, collegando l'aeroporto Internazionale di Chengdu-Shuangliu e l'aeroporto di Samui in Thailandia. Nel settembre 2016, la compagnia aerea ha confermato di aver ricevuto il permesso di lanciare i servizi verso Sochi da Sanya via Chengdu, a partire dal 2017.
L'8 gennaio 2019, l'operatore finlandese Finavia ha annunciato che Tibet Airlines avrebbe aperto una nuova rotta tra Jinan, provincia di Shandong, e Helsinki, in Finlandia nell'aprile 2019. La rotta è bisettimanale e viene gestita dagli Airbus A330.

## Flotta

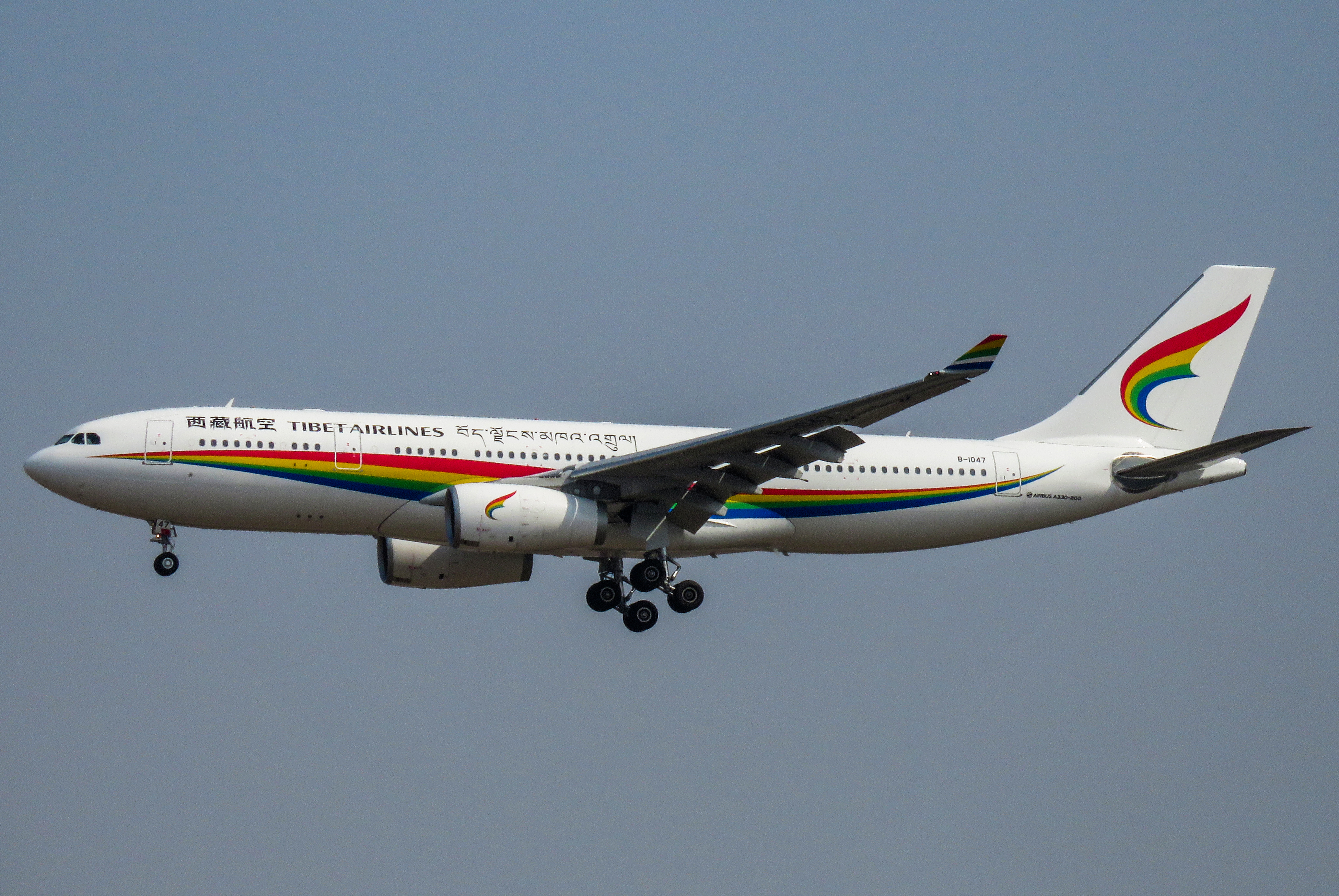
Un Airbus A330-200.

A dicembre 2022 la flotta di Tibet Airlines è così composta:

## Incidenti
- 12 maggio 2022: il volo Tibet Airlines 9833, operato da un Airbus A319-100, ha subito un'uscita di pista che ha provocato il distacco dalle ali di entrambi i motori, seguita da un incendio vicino alla parte anteriore sinistra dell'aeromobile.[11]